# Perinton
Perinton – miasto w Stanach Zjednoczonych, w stanie Nowy Jork, w hrabstwie Monroe.